# Эй-ти-энд-ти Стэдиум
«Эй-ти-энд-ти Стэдиум» (англ. AT&T Stadium; ранее известный как Cowboys Stadium) — стадион с раздвижной крышей, расположенный в Арлингтоне, штат Техас, США. Стадион был открыт 27 мая 2009 года.
«Эй-ти-энд-ти Стэдиум» вмещает 80 000 зрителей и является третьим по вместимости стадионом в НФЛ. Максимальная вместимость стадиона, включая стоячие места, составляет 105 000. На нём свои домашние матчи проводит команда «Даллас Ковбойс», выступающая в Национальной футбольной лиге (НФЛ), в Восточном дивизионе Национальной футбольной конференции (НФК).
С 14 по 16 февраля 2010 года на стадионе проходил Матч всех звёзд НБА. На игру пришло 108713 зрителей — наибольшее число зрителей в истории для любой игры в баскетбол. Это стало рекордом матча всех звёзд НБА и рекордом Гиннесса.
На стадионе AT&T 3 апреля 2016 года состоялось шоу WWE WrestleMania 32. Мероприятие посетили 101 763 человека, побив предыдущий рекорд посещаемости WrestleMania, установленный на WrestleMania III. 16 января 2021 года WWE объявила, что стадион будет принимать WrestleMania 38 в 2022 году.
Стадион станет одним из 11 на территории США, где пройдут матчи чемпионата мира по футболу 2026 года.